# أنخيل مارتين غونزاليس
أنخيل مارتين غونزاليس (بالإسبانية: Ángel Martín González)‏ (28 أبريل 1964 بمدريد في إسبانيا - ) هو لاعب كرة قدم إسباني في مركز الوسط. شارك مع منتخب إسبانيا تحت 18 سنة لكرة القدم ومنتخب إسبانيا تحت 21 سنة لكرة القدم. أما مع النوادي، فقد لعب مع أوساسونا ورايو فايكانو وريال مدريد كاستيا وريال مدريد.